# بيتر بوري
بيتر بوري (بالإنجليزية: Peter Bore)‏ هو لاعب كرة قدم بريطاني في مركز نصف الجناح، ولد في 4 نوفمبر 1987 في غريمسبي ‏ في المملكة المتحدة. لعب مع غريمسبي تاون ونادي بوسطن يونايتد ونادي غيتزهد ونادي لينكولن سيتي ونادي هاروجيت تاون ونادي يورك سيتي.

## وصلات خارجية
- بيتر بوري على موقع قاعدة بيانات كرة القدم.إي يو (الإنجليزية)
- بيتر بوري على موقع Soccerbase.com (لاعب) (الإنجليزية)
- بيتر بوري على موقع Soccerway.com (الإنجليزية)